# جوانا أندرسون
جوانا أندرسون (7 أكتوبر 1989 بالسويد - ) هي لاعبة كرة قدم سويدية في مركز الوسط.

## وصلات خارجية
- جوانا أندرسون على موقع قاعدة بيانات كرة القدم.إي يو (الإنجليزية)
- جوانا أندرسون على موقع Soccerway.com (الإنجليزية)